# Arnaldo Benfenati
Arnaldo Benfenati (* 26. Mai 1924 in San Lazzaro di Savena; † 9. Juni 1986 in Castel San Pietro Terme) war ein italienischer Radrennfahrer und Weltmeister.
1947 wurde Arnaldo Benfenati in Paris Weltmeister in der Einerverfolgung der Amateure. Im Jahr darauf errang er die Silbermedaille in der Mannschaftsverfolgung bei den Olympischen Sommerspielen in London, gemeinsam mit Guido Bernardi, Anselmo Citterio und Rino Pucci. 1947 sowie 1948 wurde er zudem italienischer Meister der Amateure in der Verfolgung. 1949 gewann er das Straßenrennen Gran Premio della Liberazione. 1952 trat er vom aktiven Radsport zurück.